# ロン・ウッド
ロナルド・デイヴィッド “ロン”・ウッド（Ronald David "Ron" Wood, 1947年6月1日 - ）は、イングランドのロック・ミュージシャン。フェイセズ、ローリング・ストーンズのギタリストとしてよく知られる。ロニー・ウッド (Ronnie Wood) 名義でも活動している。
ロックミュージシャン、グラフィック・アーティストだったアート・ウッドは実兄に当たる。

## 来歴

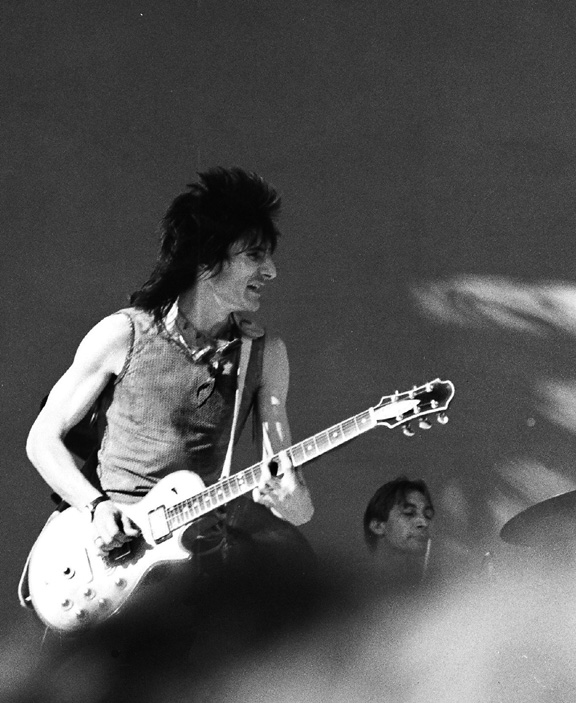
キャンドルスティック・パークで行われたツアー公演においてギターを弾くウッド（1981年）

ミュージシャンとしてのキャリアは1964年、西ロンドンのイーズリーを拠点としたザ・バーズ (The Birds) からスタートした。このころ、ローリング・ストーンズのライブを見て、自分も加わりたいと思ったという。
60年代後半にはザ・クリエイションや兄のアートが結成したクワイエット・メロンに参加したが、どちらも短期間で解散した。その後、ベーシストとしてジェフ・ベック・グループにロッド・スチュワートと共に参加するが、2人は『ベック・オラ』（1969年）発表後、離脱した。
彼はスチュワートと、スティーヴ・マリオットが脱退したばかりのスモール・フェイセスに参加。2人を迎えたスモール・フェイセズはフェイセズと改名。彼等は音楽評論家などからライヴを評価され、イギリスで酔いどれロックンロール・バンドとして人気を得て、「ステイ・ウィズ・ミー」「玉つきリチャード」などのヒットを放った。1974年に初のソロ・アルバム『俺と仲間』を発表。
75年の1月から2月にかけて、ローリング・ストーンズのアルバム『ブラック・アンド・ブルー』（1976年）のレコーディングに、ジェフ・ベックの推薦で参加した。このレコーディングは、1974年に脱退したミック・テイラーの後任ギタリストのオーディションを兼ねており、「グレート・ギタリスト・ハント」と呼ばれた。ウッドの後談によると、ハーヴィー・マンデルがおり、ロリー・ギャラガーも参加していたという。
彼はフェイセズ在籍のまま、1975年4月にストーンズのアメリカ・ツアーにビリー・プレストンと共にサポートメンバーとして参加した。同年7月、ボビー・ウーマックとイアン・マクレガンを共同プロデューサーに迎えて2作目のソロ・アルバム『ナウ・ルック』を発表。
フェイセズは1975年に解散。ウッドは1976年2月にストーンズと給料制の契約を結んで、メンバーとして加入した。
1978年、映画『ラスト・ワルツ』に出演
1979年、キース・リチャーズ、スタンリー・クラーク、イアン・マクレガン、ボビー・キーズらと「ニュー・バーバリアンズ」を結成。
1988年、ボ・ディドリーと共に来日。
1993年1月、初の単独ツアーで来日して、大阪、福岡、名古屋、東京でコンサートを開いた。この年、ローリング・ストーンズと正式メンバーの契約を結んだ。
2020年2月18日、イギリスで開催されたブリット・アワードで、ロッド・スチュワート、ケニー・ジョーンズと共演し「ステイ・ウィズ・ミー」をプレイした。
- 人柄は、明るく朗らかな性格で、ジェフ・ベックやボビー・ウーマック、ポール・マッカートニー、ジョージ・ハリスン、リンゴ・スター、ボブ・ディラン、ロッド・スチュアート、キース・ムーン、ザ・バンド、アリス・クーパー、ビリー・ギボンズ、フリー、スラッシュ、エディ・ヴェダーなどの有名ミュージシャンと親交がある。特にエリック・クラプトンとは旧友で、ステージにいる彼の邪魔をしたり、付き合っていた彼女を彼に奪われたりした[注釈 5]、などというエピソードがある。この他、ボブ・ディランの未発表曲「Seven Days」を取り上げるなどの交友もある。
- 愛妻家であったが離婚している。前妻のジョー（ジョセフィーン）へ、ソロ・アルバム「スライド・オン・ディス」の収録曲「ジョセフィーン」を捧げた。ちなみに彼のヘアスタイリングは、ジョー夫人が行っていた。
- かつてはヘビースモーカーで1日30本も吸い、コンサートでも決まって咥えタバコをしながらギターを弾いていた。しかし「このまま吸い続ければ1年以内に肺気腫になる」と医者に宣告され、禁煙を始めた。現在では電子たばこを吸っている。
- 画家としての才能もあり、ソロ・アルバムのジャケットを自ら手がけ、個展も数多く開催している。

## 使用機材
愛用のギターは、1955年製フェンダー・ストラトキャスターと、1971年製のゼマティス｢ディスクトップ・フロント｣の2本で、彼のステージでは欠かす事の出来ないギターである。もし自宅が火事になったらどのギターを持ち出すかとの質問に、すかさずこの2本を持ち出すと答えるほど、本人にとって愛着のあるギターであることが窺える。ストラトキャスターは、シンクロナイズドトレモロが装備されていない、オプション仕様の｢ハードテイルブリッジ｣という非常にレアな仕様で、ステージで酷使されていながら非常に状態の良いギターである(ただしペグが交換されており、ボディとネックはかなり以前にリフィニッシュされている模様)。ゼマティスは、彼お得意のスライドギターを披露する際に登場する。それ以外にも、ESP製の自身のシグネチャー・モデルも愛用している。
2019年からは日本の寺田楽器のブランドROZEOのチェリーレッドのシンボディのフルアコを使用している。

## ソロ・ディスコグラフィ

### スタジオ・アルバム
- 俺と仲間 - I've Got My Own Album to Do (1974)
- ナウ・ルック - Now Look (1975)
- マホニーズ・ラスト・スタンド - Mahoney's Last Stand (1976) with Ronnie Lane
- ギミ・サム・ネック - Gimme Some Neck (1979)
- 1234 - 1234 (1981)
- スライド・オン・ディス - Slide on This (1992)
- ノット・フォー・ビギナーズ - Not for Beginners (2002)
- アイ・フィール・ライク・プレイング - I Feel Like Playing (2010)

### ライヴ・アルバム
- ライブ・アット・リッツ - Live at the Ritz (1988) with Bo Diddley
- スライド・オン・ライヴ - Slide on Live: Plugged in and Standing (1993)
- エレクトリック・レディランド - Live & Eclectic (2000) (reissued in 2002 as Live at Electric Ladyland)
- Mad Lad: A Live Tribute to Chuck Berry (2019)

### コンピレーション・アルバム
- ロン・ウッド・アンソロジー - Ronnie Wood Anthology:The Essential Crossexion (2006)

### ジェフ・ベック・グループ
- トゥルース  - (1966)
- ベック・オラ - (1969)

### フェイセズ
- ファースト・ステップ - (1970)
- ロング・プレイヤー - (1971)
- 馬の耳に念仏 - (1972)
- ウー・ラ・ラ - (1973)

### ローリング・ストーンズ
- ブラック・アンド・ブルー - (1976)
- ラブ・ユー・ライブ - (1977)
- 女たち - (1978)
- エモーショナル・レスキュー - (1980)
- 刺青の男 - (1981)
- スティル・ライフ - (1982)
- アンダーカヴァー - (1983)
- ダーティ・ワーク - (1986)
- スティール・ホイールズ - (1989)
- フラッシュポイント - (1991)
- ヴードゥー・ラウンジ - (1994)
- ストリップド - (1995)
- ブリッジズ・トゥ・バビロン - (1997)
- フォーティ・リックス - (2002)
- ア・ビガー・バン - (2005)
- シャイン・ア・ライトオリジナルサウンドトラック - (2004)
- ブルー&ロンサム - (2016)
- リヴィング・イン・ア・ゴースト・タウン (シングル) - (2020)

## 著作
- 『俺と仲間 ロン・ウッド自伝』（2009年、シンコーミュージック・エンタテイメント、ISBN 4401632311）